# Municipio de Wadena
El municipio de Wadena (en inglés: Wadena Township) es un municipio ubicado en el condado de Wadena en el estado estadounidense de Minnesota. En el año 2010 tenía una población de 868 habitantes y una densidad poblacional de 10,69 personas por km².

## Geografía
El municipio de Wadena se encuentra ubicado en las coordenadas 46°24′20″N 95°5′32″O / 46.40556, -95.09222. Según la Oficina del Censo de los Estados Unidos, el municipio tiene una superficie total de 81.21 km², de la cual 81,12 km² corresponden a tierra firme y (0,11 %) 0,09 km² es agua.

## Demografía
Según el censo de 2010, había 868 personas residiendo en el municipio de Wadena. La densidad de población era de 10,69 hab./km². De los 868 habitantes, el municipio de Wadena estaba compuesto por el 98,04 % blancos, el 0,23 % eran afroamericanos, el 0,12 % eran amerindios, el 0,12 % eran asiáticos y el 1,5 % eran de una mezcla de razas. Del total de la población el 0,81 % eran hispanos o latinos de cualquier raza.